# Carlos Jiménez
Carlos Jiménez, född 10 februari 1976 i Madrid, Spanien, är en spansk idrottare som tog OS-silver i basket 2008 i Peking. Detta var Spaniens andra medalj i herrbasket i olympiska sommarspelen. För närvarande spelar han för laget Asefa Estudiantes.